# Medicine Bow Mountains
Die Medicine Bow Mountains sind eine Bergkette der Rocky Mountains, die sich in den Vereinigten Staaten von Amerika auf rund 130 km vom nördlichen Colorado ins benachbarte Wyoming erstrecken. Sie wird im Süden durch den Cameron-Pass von den Never Summer Mountains und der Front Range getrennt, bildet im nördlichen Verlauf die natürliche Grenze zwischen den Bezirken Jackson und Larimer in Colorado, ehe sie sich in Wyoming über die Bezirke Albany und Carbon ausbreitet und dabei mehrheitlich stark abflacht. Der größte Teil der Bergkette in Wyoming befindet sich im Medicine Bow National Forest.
Die höchsten Erhebungen der Medicine Bow Mountains sind mit rund 3947 Metern der Clark Peak in Colorado sowie der Medicine Bow Peak mit 3661 Metern in den nördlichen Gebirgsausläufern in Wyoming.
Die Bergkette entwässert auf ihrer westlichen Seite über den Michigan River und den Canadian River, auf ihrer Nordseite über den Medicine Bow River in den North Platte River. Auf der östlichen Seite entwässert sie über den Laramie River ebenfalls in den North Platte River.